# Sebastian Holmén
Rasmus Sebastian Holmén (Borås, Suecia, 29 de abril de 1992) es un futbolista sueco. Juega de defensa y milita en el IF Elfsborg de la Allsvenskan.

## Selección nacional
Ha sido internacional con la selección de fútbol de Suecia, ha jugado 6 partidos internacionales por dicho seleccionado y, hasta ahora, no ha anotado goles.

## Clubes
| Club               | País         | Año       |
| ------------------ | ------------ | --------- |
| IF Elfsborg        | Suecia       | 2012-2016 |
| F. C. Dinamo Moscú | Rusia        | 2016-2019 |
| Willem II          | Países Bajos | 2019-2021 |
| Çaykur Rizespor    | Turquía      | 2021-2022 |
| IF Elfsborg        | Suecia       | 2022-     |

## Palmarés

### Títulos internacionales
| Título (*)      | Club          | País            | Año  |
| --------------- | ------------- | --------------- | ---- |
| Eurocopa sub-21 | Suecia sub-21 | República Checa | 2015 |

(*) Incluyendo la selección